# Deus Ex: Rozłam ludzkości
Deus Ex: Rozłam ludzkości (ang. Deus Ex: Mankind Divided) – przygodowa gra akcji z elementami skradanki, strzelanki pierwszoosobowej i cRPG, wyprodukowana przez Eidos Montréal i wydana przez Square Enix 23 sierpnia 2016. Jest to czwarta odsłona serii Deus Ex, kontynuacja Deus Ex: Bunt ludzkości. Gracz ponownie wciela się w rolę Adama Jensena, a akcja osadzona jest dwa lata po wydarzeniach z poprzedniej części. Grę wydano na platformy Microsoft Windows, Linux, macOS, PlayStation 4 i Xbox One.

## Produkcja
W październiku 2013 roku szef studia Eidos Montreal, David Anfossi, zapowiedział, że zespół tworzący do niedawna Deus Ex: Bunt ludzkości rozpoczął prace nad nowym tytułem z serii na konsole ósmej generacji. Rok później Square Enix zastrzegło znak towarowy Mankind Divided, a studio deweloperskie ujawniło Dawn Engine, który będzie podstawą działania gry. Technologia bazuje na rozwiązaniach firmy IO Interactive, której efekty można było zobaczyć w grze Hitman: Rozgrzeszenie. Oficjalna zapowiedź Rozłamu ludzkości była kulminacyjnym momentem trzydniowej akcji promocyjnej pod nazwą „Can’t Kill Progress” zorganizowanej na Twitchu przez wydawcę gry.